# آبی تیره تقریباً سیاه
آبی تیره تقریباً سیاه (به انگلیسی: Dark Blue Almost Black) فیلمی محصول سال ۲۰۰۶ و به کارگردانی دانیل سانچس آره‌والو است. در این فیلم بازیگرانی همچون کیم گوتیه‌رس، مارتا اتورا، رائول آره‌والو، هکتور کولومه، آنتونیو د لا توره و آنا واگنر ایفای نقش کرده‌اند.